# ولیس (طارم)
ولیس یک روستا در ایران است که در شهرستان طارم استان زنجان واقع شده‌است. ولیس ۴۹۷ نفر جمعیت دارد.

## جمعیت
این روستا در دهستان چورزق  قرار دارد و براساس سرشماری مرکز آمار ایران در سال ۱۳۸۵، جمعیت آن ۴۹۷ نفر (۱۰۲ خانوار) بوده‌است.